# Sabina Rogie
Sabina Rogie (...) è una sciatrice alpina ceca paralimpica che ha gareggiato in tutte le edizioni dei Giochi paralímpici invernali, dal 1998 al 2002, vincendo cinque medaglie.

## Carriera
A Nagano nel 1998 ha vinto due medaglie d'argento nella categoria B1,3 (slalom speciale e slalom gigante, in entrambe le gare dietro alla connazionale Katerina Tepla) e una medaglia di bronzo in superG. Nella gara di discesa libera invece si è piazzata al 6º posto.
Quattro anni più tardi, alle Paralimpiadi invernali di Salt Lake City è salita sul podio, al terzo posto nello slalom speciale B2-3 (al 1º posto Gabriele Huemer e al secondo Pascale Casanova) e slalom gigante B2-3 (oro per Katerina Tepla e argento per Pascale Casanova). Nella gara di supergigante è arrivata quinta.

## Palmarès

### Paralimpiadi
- 5 medaglie:
  - 2 argenti (slalom speciale B1,3 e slalom gigante B1,3 a Nagano 1998)
  - 3 bronzi (supergigante B1,3 a Nagano 1998, slalom speciale e slalom gigante B2-3 sa Salt Lake City 2002)